# Savoir faire (Mink DeVille)
Savoir faire è un album dei Mink DeVille, pubblicato dalla Capitol Records nel 1981.

## Tracce
Lato A
1. This Must Be the Night – 2:40 (Willy DeVille) – Tratto dall'album: Le chat bleu (1980)
2. "A" Train Lady – 3:29 (D Forman, D Levine) – Tratto dall'album: Return to Magenta (1978)
3. Spanish Stroll – 3:37 (Willy DeVille) – Tratto dall'album: Cabretta (1977)
4. Cadillac Walk – 3:14 (John (Moon) Martin) – Tratto dall'album: Cabretta (1977)
5. Soul Twist – 2:31 (Willy DeVille) – Tratto dall'album: Return to Magenta (1978)
6. Just Your Friends – 4:11 (Jack Nitzsche, Willy DeVille) – Tratto dall'album: Return to Magenta (1978)
7. Mixed Up, Shook Up Girl – 3:44 (Willy DeVille) – Tratto dall'album: Cabretta (1977)

Durata totale: 23:26
Lato B
1. Guardian Angel – 3:19 (Willy DeVille) – Tratto dall'album: Return to Magenta (1978)
2. Savoir faire – 3:08 (Willy DeVille) – Tratto dall'album: Le chat bleu (1980)
3. Gunslinger – 2:09 (Willy DeVille, Louie X. Erlanger) – Tratto dall'album: Cabretta (1977)
4. One Way Street – 2:50 (Willy DeVille) – Tratto dall'album: Cabretta (1977)
5. Mazurka – 2:30 (Queen Ida, Al Lewis) – Tratto dall'album: Le chat bleu (1980)
6. I Broke That Promise – 3:03 (Willy DeVille) – Tratto dall'album: Return to Magenta (1978)
7. Just to Walk That Little Girl Home – 3:52 (Willy DeVille, Doc Pomus) – Tratto dall'album: Le chat bleu (1980)

Durata totale: 20:51

## Musicisti
This Must Be the Night / Savoir faire / Mazurka / Just to Walk That Little Girl Home
- Willy DeVille - voce, chitarra
- Louis X. Erlanger - chitarra solista
- Kenny Margolis - tastiere, accordion
- Jerry Scheff - basso
- Ron Tutt - batteria
- Steve Douglas - sassofono
- Jean-Claude Petit - arrangiamenti strumenti a corda
- Jake of the Family Jewels - accompagnamento vocale, cori
- Eve Moon - accompagnamento vocale, cori
- Kenny Margolis - accompagnamento vocale, cori

A Train Lady / Soul Twist / Just Your Friends / Guardian Angel / I Broke That Promise
- Willy DeVille - voce, chitarra, armonica
- Louie X. Erlanger - chitarra
- Bobby Leonards - pianoforte
- Ruben Siguenza - basso
- Thomas R. Allen, Jr. - batteria

Musicisti aggiunti
- Mac Rebennack - tastiere (88's, reminiscent tonalitites)
- Steve Douglas - sassofono
- Jackie Kelso - sassofono
- David Forman - accompagnamento vocale, coro
- Cleon Douglas - accompagnamento vocale, coro
- Max & Bees - accompagnamento vocale, coro

Spanish Stroll / Cadillac Walk / Mixed Up, Shook Up Girl / Gunslinger / One Way Street
- Willy DeVille - voce, chitarra, armonica
- Louis X Erlanger - chitarra
- Bobby Leonards - pianoforte
- Ruben Siquenza - basso
- T.R. Allen, Jr. (Manfred) - batteria

Musicisti aggiunti
- Steve Douglas - sassofono (brano: Gunslinger)
- Mike Johnson (The Immortals) - accompagnamento vocale, cori (brano: Mixed Up, Shook Up Girl)
- Val Heron (The Immortals) - accompagnamento vocale, cori (brano: Mixed Up, Shook Up Girl)
- Max Bowman (The Immortals) - accompagnamento vocale, cori (brano: Mixed Up, Shook Up Girl)